# Vale Madriu-Perafita-Claror

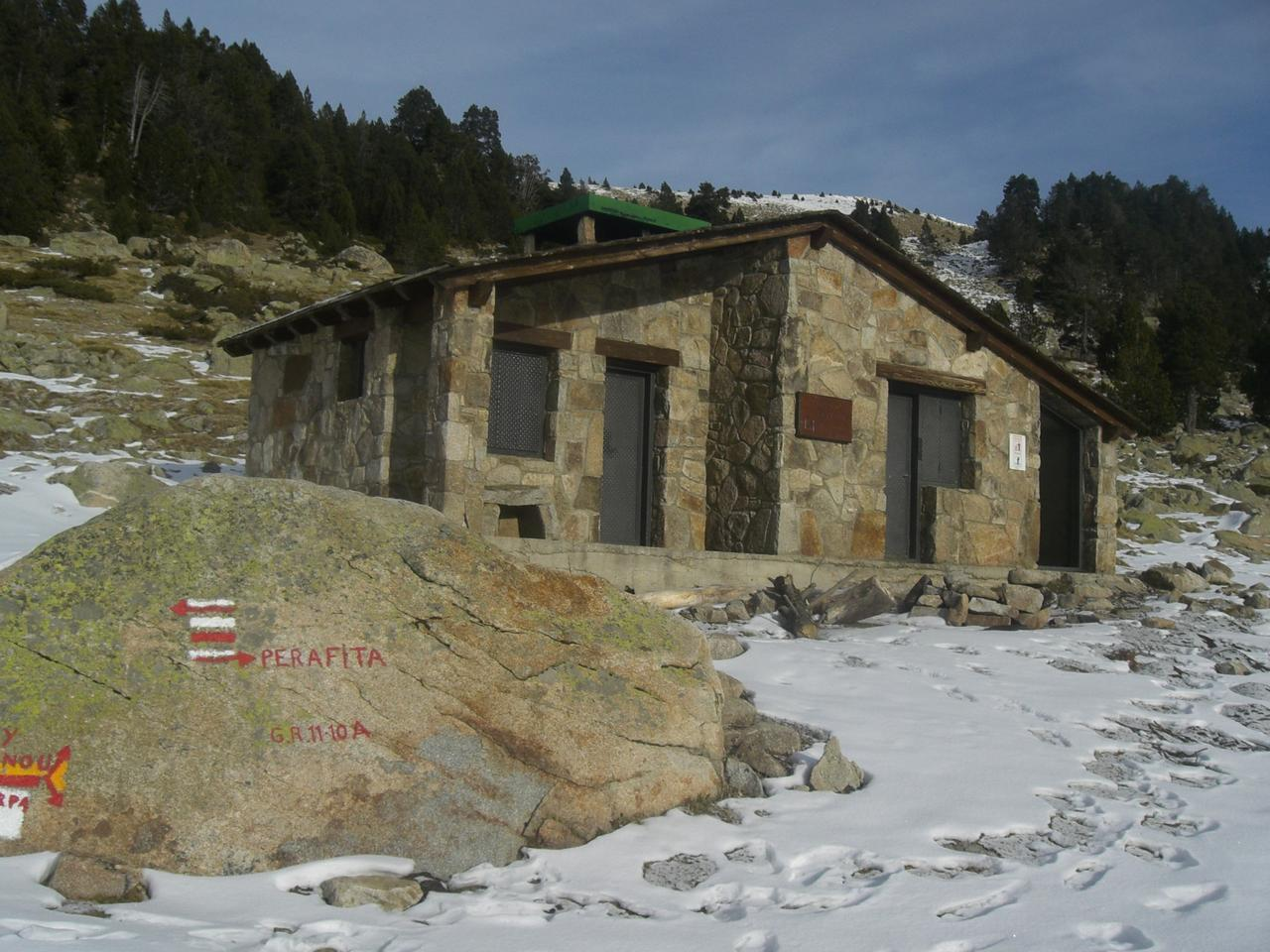
Refúgio no Vale Madriu-Perafita-Claror

O Vale Madriu-Perafita-Claror se estende por parte das comunidades d’Encamp, d’Andorra la Vella, de Saint Julia de Loria e d’Escaldes-Engordany no sudeste do Principado de Andorra, na região central da cordilheira dos Pirenéus. A paisagem cultural nesses vales glaciais se constituem num microcosmo exemplar da ocupação humana ao longo de milênios em um ambiente inóspito mas demonstrando como os seres humanos souberam se adaptar, aproveitar, usufruir e prosperar utilizando os recursos naturais existentes. Se estendendo por uma área de 4.247 ha (42,5 km²) ocupa pouco mais de 9% do território nacional do Principado de Andorra.
Em 2004 o Comitê do Patrimônio Mundial em sua vigésima oitava (28ª) sessão homologou a inscrição e declarou o Vale Madriu-Perafita-Claror como Patrimônio Mundial. E em 2006, na 30.ª sessão da UNESCO-WHC, a inscrição do sítio sofreu pequenas alterações.

Localização do Vale Madriu-Perafita-Claror no sudeste de Andorra